# ستيف همفريز
ستيف همفريز (بالإنجليزية: Steven Humphries)‏ (29 مايو 1961 في المملكة المتحدة - ) هو لاعب كرة قدم بريطاني في مركز حراسة المرمى. لعب مع نادي دونكاستر روفرز.